# Voyage of the acolyte
Voyage of the acolyte is het eerste soloalbum van Steve Hackett.

## Geschiedenis
De geschiedenis van dit album begint bij een geheel andere artiest. Robert John Godfrey had na de uitgifte van zijn album Fall from Hyperion bij platenmanager Tony Stratton-Smith het idee besproken voor een muziekalbum met als centraal thema Tarotkaarten. Het geheel kwam niet van de grond, Godfrey verliet woedend Charisma Records en begon The Enid. Ondertussen zat Hackett met het Genesisprobleem. Peter Gabriel had aangegeven de band na de toer van The Lamb Lies Down on Broadway te willen verlaten. Tegelijkertijd vonden de andere leden dat dat album niet geheel aansloot bij de muziekstijl die zij beoogden. Hackett wilde dat Genesis meer een “orkestgeluid” zou gebruiken. Die wens is dan ook te horen op dit album, maar ook op A Trick of the Tail, het eerste album van Genesis na de breuk.
Hackett trok de Kingsway Studios in om te kijken of hij een soloalbum van de grond kon krijgen. De werktitel van het album van Premonitions. De eerste track die af was, was Hands of the priestess. Mike Rutherford en Phil Collins (beiden Genesis) werden ingeschakeld bij de opnamen. De opnamen van dat nummer gingen zo voorspoedig en klonken dermate goed, dat Hackett niet alleen vertrouwen kreeg om een gehele plaat te maken, maar ook dat musiceren zonder Gabriel (en Tony Banks) een goed resultaat opleverde. De Genesislijn kon worden voortgezet. Hackett diende het album in bij Charisma, maar de manager Stratton-Smith vond de titel niet goed en wijzigde die in Voyage of the acolyte.
De opnamen voor A Trick of the Tail vonden plaats in oktober en november 1975. Het album Voyage had niet alleen een helende werking op Genesis. De muziek van die band veranderde door een grotere inbreng van Hackett en Collins. Hackett vond zijn inbreng bij A Trick of the Tail en Wind & Wuthering niet altijd even gewaardeerd en verliet Genesis om een solocarrière te beginnen, geheel los van Genesis.

## Muziek

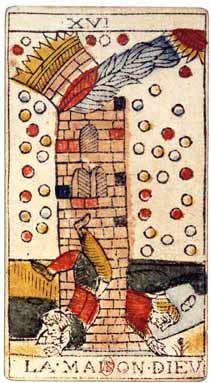
A tower struck down

De muziekstijl van het album wijkt sterk af van The Lamb. De muziek klinkt hier en daar steviger dan op voorgaande Genesisalbum, maar hier en daar zijn ook al the etherische geluiden te horen, die hun hoogtepunt zouden krijgen in het nummer Entangled, dat verscheen op A Trick of the Tail. Anderzijds is er een wijziging te horen in de drumstijl van Collins, deze is losser dan voorheen. Hij had de maanden voorafgaand aan dit album gewerkt met onder andere Robin Lumley en Percy Jones (het album Peter and the wolf), die samenwerking zou ten slotte leiden tot de oprichting van jazzrockband Brand X. De opnamen van hun eerste album zat precies tussen Voyage of the acolyte en A Trick of the Tail in.
In Ace of Wands zit een solo voor de dwarsfluit, die alleen in de geluidsstudio is te spelen, want dan kunnen de opnamen gedubd worden. Tijdens live-optredens komt de fluitist adem te kort om alles achter elkaar te spelen. Opvallend aan het album zijn zware mellotronklanken, dat instrument kwam bij Hackett in beeld toen hij concerten van King Crimson bezocht in Marquee Club, voordat hij in Genesis stapte. Met name King Crimsons Epitaph maakte door de mellotron grote indruk.

## Hitnotering
Het album verkocht goed in het Verenigd Koninkrijk, het stond vier weken in de hitparade met een 26e plaats als hoogste notering. Ter vergelijking, het als meesterwerk beschouwde The Lamb haalde zes weken met als hoogste plaats 10.  

## Musici

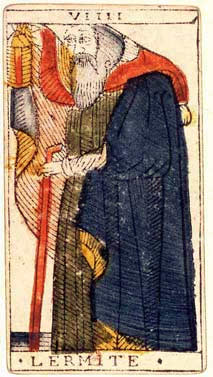
The hermit

- Steve Hackett – gitaar, mellotron, harmonium, buisklokken, autoharp, zang, geluideffecten
- John Hackett – dwarsfluit, ARP Synthesizer, buisklokken
- Mike Rutherford – basgitaar, baspedalen, akoestische 12-snarige gitaar
- Phil Collins - slagwerk, percussie, zang
- John Acock – Elka Rhapsody (synthesizer), mellotron, harmonium en piano
- Sally Oldfield – zang op Shadow of the hierophant
- Robin Miller – hobo, althobo
- Nigel Warren-Green – cello
- John Gustafson – basgitaar op Star of Sirius
- Percy Jones – ondersteunende basgitaar op A tower struck down
- Steve Tobin- geluidseffecten

## Muziek

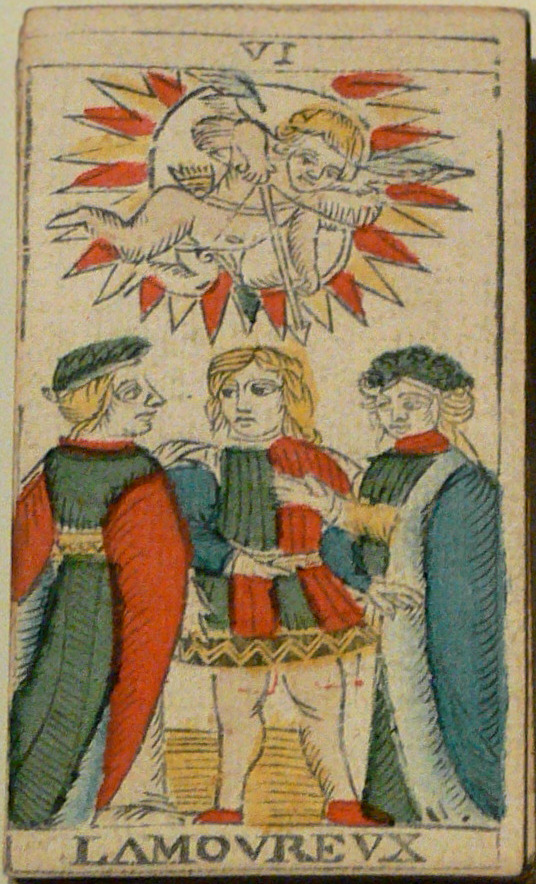
The lovers

Alle door Steve Hackett, behalve Shadow of a hierophant door Steve Hackett en Mike Rutherford.

| Nr. | Titel                           | Duur  |
| --- | ------------------------------- | ----- |
| 1.  | Ace of wands                    | 5;25  |
| 2.  | Hands of the priestess (deel 1) | 3:29  |
| 3.  | A tower struck down             | 4:52  |
| 4.  | Hands of the priestess (deel 2) | 1:35  |
| 5.  | The hermit                      | 4:49  |
| 6.  | Star of Sirius                  | 7:08  |
| 7.  | The lovers                      | 1:49  |
| 8.  | Shadow of the hierophant        | 11:45 |

In 2005 volgde een heruitgave met twee bonustracks, waaronder een andere versie van Shadow of the hierophant

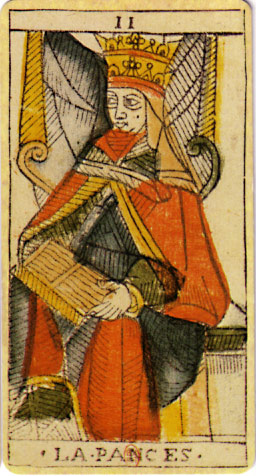
The hierophant

| Nr. | Titel                    | Duur  |
| --- | ------------------------ | ----- |
| 9.  | Ace of wands (live)      | 5:25  |
| 10. | Shadow of the hierophant | 17:00 |

## Hoes
De hoes werd geleverd door Kim Poor. Steve Hackett had haar ontmoet gedurende de opnamen van The Lamb. Het was een aquarel en werd benoemd tot Albumhoes van het jaar 1976. Het album was een “dubbelklapper”, ook de binnenkant was voorzien van een prent van Poor. 